# 截裂秋海棠
奇异秋海棠（学名：Begonia miranda）又名截裂秋海棠，是秋海棠科秋海棠属的植物，为中国的特有植物。分布于中国大陆的云南等地，生长于海拔1,200米至1,600米的地区，多生于山坡潮湿处石上、山谷林中或密林中潮湿处，目前已由人工引种栽培。